# San'anqulin
San'anqulin (kinesiska: 三安曲林, 三安曲林乡) är en socken i Kina. Den ligger i den autonoma regionen Tibet, i den sydvästra delen av landet, omkring 210 kilometer sydost om regionhuvudstaden Lhasa. Antalet invånare är 2 840. Befolkningen består av 1 405 kvinnor och 1 435 män. Barn under 15 år utgör 25,0 %, vuxna 15-64 år 69 %, och äldre över 65 år 4,0 %.
Genomsnittlig årsnederbörd är 980 millimeter. Den regnigaste månaden är juli, med i genomsnitt 253 mm nederbörd, och den torraste är januari, med 1 mm nederbörd.